# ASV Panthera K10/K10CMD
KRAZ-ASV "Pantherа" — бронемашина с V-образным днищем на основе КрАЗ-5233ВЕ, разработанная и производимая компанией «Ares Security Vehicles LLC» (Дубай, ОАЭ).
Демонстрационный образец бронемашины был представлен в феврале 2013 года на проходившей в Абу-Даби оружейной выставке «IDEX-2013». Является многоцелевым транспортным средством, предназначенным для оперативной доставки личного состава воинских подразделений, а также их огневой поддержки, для чего оснащено современным вооружением и средствами пассивной и активной защиты.

## История Создания
В 2010 году конструкторы ХК «АвтоКрАЗ» совместно с индийской компанией Shri Laksmi Defence Solutions Ltd. (SLDSL) спроектировали и изготовили бронетранспортер КrAZ MPV, он же КрАЗ-01-1-11/ SLDSL. В качестве базы использован двухосный автомобиль КрАЗ-5233 ( 4 х 4 ) с правосторонним управлением. Десант ( 12 человек ) мог бы вести огонь сквозь амбразуры. А на крыше предполагалось установить вращающийся на 360 градусов башенку под пулемет. Машина оснащена была средствами наблюдения, связи и радиоэлектронной борьбы. При проектировании был тщательно изучен реальный боевой опыт эксплуатации лучших мировых образцов подобной техники. Бронированный корпус, изготовленный в Эмиратах, вмещает 8–14 солдат.
Первый пробный шаг на поприще бронетехники КрАЗ сделал в середине 2000‑х, создав с канадско-эмиратской фирмой Streit Group грузовик с элементами бронезащиты КрАЗ Raptor. После долгого перерыва к бронетехнике завод вернулся в 2013 году, разработав с фирмой из Объединенных Арабских Эмиратов Ares Security Vehilcles бронетранспортер ASV Panther. Имя Panther обозначает принадлежность автомобиля к семейству  бронекорпусов Panther, производимых Ares Security Vehicles. Машину делали на базе трехосного грузовика КрАЗ-6322 с колесной формулой 6 х 6 либо на основе двухосного полноприводного КрАЗ-5233. Броневик представили на международной военной выставке IDEX в феврале 2013 года. С фирмой из ОАЭ дела не задались, и КрАЗ сменил партнера на старого знакомого — Streit Group. Партнеры разработали новую версию Panther — бронемашину высокой проходимости для работы на взрывоопасных участках КрАЗ Shrek One. На 2014 MRAP "Shrek One" была топовая модель в линейке КрАЗовской бронетехники.

## Описание
Аббревиатура КрАЗ-ASV несёт имена компаний-партнёров, а именно: Кременчугский Автомобильный Завод и Ares Security Vehicles LLC (ОАЭ, г. Дубай). Маркировка APC (БТР) — указывает принадлежность и предназначение броневика.
Бронированный автомобиль KRAZ-ASV Panther, представленный на выставке вооружений IDEX-2013 в Абу-Даби стенд - СР-212. Название "Panther" указывает на принадлежность данной бронированной машины к семейству бронемашин "Panther", которые производятся арабской компанией. Практически все агрегаты и узлы производства украинской компании. На выставке машина была выкрашена в белый цвет что показывает её нацеленность на применение в миротворческих миссиях ООН. Заявлено что данный MRAP можно выполнить в таких диапазонах защиты как -  STANAG 4569 Level 1 до STANAG 4569 Level 3 баллистическая защита + STANAG 4569 Level 4 бронебойная защита по стандартам НАТО. Таким образом, предполагается, что КрАЗ-ASV Panther должен обеспечивать защиту от 155-миллиметрового осколочно-фугасного заряда, который сработал на расстоянии порядка 30 метров от бронеавтомобиля, а также от пули Б-32 (патрон 14,5х114 миллиметров), которая выпущена на расстоянии до 200 метров. Кроме того, машина обеспечивает защиту от подрыва противотанковой мины, вес которой составляет 10 килограммов, в случае ее подрыва под днищем или колесом. Данный бронированный автомобиль создан на базе машин КрАЗ-6322 и КрАЗ-5233ВЕ с колесной формулой 4х4 и 6х6. KRAZ-ASV "Panther" оснащен современным вооружением, средствами пассивной и активной защиты, а в самом салоне установлена современная большая светодиодная панель Direct LED, благодаря которой можно вести наблюдение за тем, что происходит снаружи. Повышение уровня противоминной защиты возможно за счет снижения грузоподъемности автомобиля. Помимо обычных бойниц и люков на крыше, потребителю будут предложены турели, защищенные пульты управления огнем, а также орудийные системы с дистанционным управлением. Боевая масса KRAZ-ASV "Panther" составляет 16 тонн, при этом по шоссе он может развивать скорость до 100 километров в час.
Компания Ares Security Vehicles LLC совместно с «АвтоКрАЗ» продвигали ACV "Panter" странам Ближнего Востока в качестве легкого многоцелевого бронеавтомобиля повышенной вместимости.
KRAZ-ASV "Pantherа" транспортное средство оборудованное современным вооружением ( боевой модуль опционно ) и средствами активного и пассивной защиты, предназначенный для оперативной доставки личного состава боевых подразделений и их огневой поддержки.
Среди преимуществ ASV-Panthera отмечается возможность комплектации машины боевым модулем с дистанционным управлением, коммуникационным оборудованием, системами наблюдения. Варьирование ёмкости ASV-Panthera возможно от схем: 2 +1 +10 (водитель/штурман — оператор — 10 десантников) либо же с пулеметной турелью или боевым модулем до 2 +14 (водитель/штурман + 14 десантников).

## Силовая Установка
KRAZ-ASV "Pantherа" оборудован 8-цилиндровым дизельным двигателем ЯМЗ-238ДЕ2 мощностью 330 лошадиных сил, коробкой передач 9JS150TA-B и имеет однодисковое сцепление. Двигатель полноприводный.

## Варианты и модификации
- KRAZ-ASV Panther 4 х 4 ( ASV Panthera K-10 )[8] -  бронетранспортёр (APC - Armoured Personal Carrier) з колёсной формулою 4 х 4 разработанный на основе КрАЗ-5233ВЕ
- KRAZ-ASV Panther 6 х 6 ( ASV Panthera K-10CMD ) — бронетранспортер с колёсной формулой 6 х 6 разработанный на основе КрАЗ-6322, уровень защиты соответствует STANAG 4569 Level 3[9]

- Машина боевой поддержки ( IVF - Infantry Fighting Vehicle )

- БРМ ( Combat Vehicle Reconnaissance )

- Логистический бронеавтомобиль
- Командно-штабной автомобиль

- Бронеавтомобиль мед. помощи

## Оценка Проекта
Бронированный автомобиль KRAZ-ASV Panther получил высокую оценку знатоков вооружений из разных стран мира. Основная аудитория посетителей выставки IDEX-2013 где он был представлен была едина во мнении, что бронемашина в первую очередь привлекательна тем, что может быть выполнена в нескольких различных вариантах: ее можно использовать как бронетранспортер, боевую разведывательную машину, машину боевой поддержки, а также командно-штабной автомобиль, логистическую бронемашину, бронеавтомобиль медицинской помощи. MRAP был положительно воспринят высокопоставленными руководителями не только украинских департаментов, которые входили в состав делегации с Украины, но и зарубежными специалистами. Была, в частности, отмечена работа «АвтоКрАЗа» по расширению модельного ряда машин специального назначения. Кроме того, не остались без внимания высокие тактико-технические характеристики KRAZ-ASV "Panther". В результате украинская делегация провела большое количество успешных переговоров с делегациями многих стран Европы, Африки, Юго-Восточной Азии и Ближнего Востока. Ведь, исходя из информации пресс-центра «АвтоКрАЗ», предприятие уже сегодня имеет ряд заказов на данную разработку, но не с Украины. Заказов с Украины не поступало

## Операторы
ООН и закупили пробную партию. Также Египет закупил партию бронеавтомобилей Panthera K-10 на шасси КрАЗ у компании Ares Security Vehicles . Так во время военного парада были продемонстрированы бронеавтомобили Panthera T6 и собственно Panthera K-10 на трехосном украинском шасси автомобиля КрАЗ. Точное количество приобретенной техники не называется.
 ООН - 10 шт.
 Египет - неизвестное количество